# Rhytidoponera arborea
Rhytidoponera arborea (лат.) — вид мелких тропических муравьёв рода Rhytidoponera из подсемейства Ectatomminae. Эндемик Новой Каледонии.

## Описание
Длина тела около 5 мм. Основная окраска тела чёрная с переливами; ноги, мандибулы и усики светлее. Передний край клипеуса тупоугольный. Лобные доли расширены латерально и покрывают большую часть усиков. Голова квадратная, длиннее ширины, бока слабо выпуклые; затылочный край плоский или очень слегка вогнутый, при виде анфас. Глаза при виде сверху немного выступают. При виде сбоку лоб равномерно закруглён в макушку, затылочные доли слегка выступают. Промезонотальный шов четкий, сверху V-образный. Мезопроподеальное вдавление нечёткое; базальная грань проподеума слабо дифференцирована от уклоняющейся, последняя при виде сбоку немного длиннее первой. Нижний зубец переднеспинки хорошо развит. Петиолярный узелок крупный, несколько округлый, с коротким передним стеблем; субпетиолярный отросток состоит из длинного шиповидного зубца. Мандибулы бороздчатые. Голова преимущественно морщинистая, точки между морщинками гладкие и блестящие. Мезосома и петиолярный узелок морщинистые с блестящими промежутками, с некоторой морщинистой скульптурой по бокам; морщинки имеют тенденцию показывать поперечную ориентацию на проподеуме. 3-й тергит брюшка с неровными поперечными бороздками, становится морщинисто-морщинистым или переднелатерально морщинистым. 4-й тергит брюшка со слабыми поперечно-полосатым рисунком. Редкие стоячие волоски на верхней поверхности бёдер. 3-й и 4-й тергиты брюшка с отчётливым прижатым опушением. Усики рабочих 12-члениковые (13-члениковые у самцов). Жало развито. Гнездятся в почве. Рабочие фуражируют в наземном и древесном ярусе. Одно из гнёзд было найдено в отверстии на дереве на высоте 10 м от земли. Вид был впервые описан в 1984 году американским мирмекологом Филипом Уардом по материалам из Новой Каледонии. Относятся к комплексу видов Rhytidoponera pulchella.

## Распространение
Новая Каледония. На высотах от 40 до 450 м.